# Johnny Gaddaar
Pour plus de détails, voir Fiche technique et Distribution.
Johnny Gaddaar est un film indien réalisé par Sriram Raghavan, sorti en 2007.

## Synopsis
Des policiers se remémorent une affaire d'argent disparu. 

## Fiche technique
- Titre : Johnny Gaddaar
- Réalisation : Sriram Raghavan
- Scénario : Sriram Raghavan

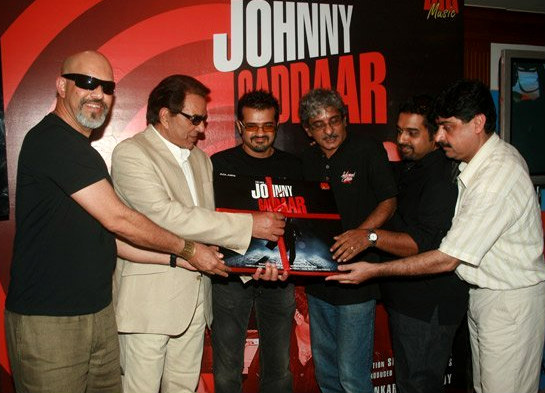
Lancement de la bande originale du film.

- Musique : Daniel B. George, Shankar Mahadevan, Loy Mendonsa et Ehsaan Noorani
- Photographie : C.K. Muraleedharan
- Montage : Pooja Ladha Surti
- Production : Sanjay Routray (producteur délégué)
- Société de production : Adlabs Films
- Pays de production :  Inde
- Genre : Policier, drame et thriller
- Durée : 135 minutes
- Date de sortie : 
  - Inde : 28 septembre 2007

## Distribution
- Dharmendra : Sheshadri « Seshu »
- Rimi Sen : Mini
- Ashwini Kalsekar : Varsha
- Neil Nitin Mukesh : Vikram
- Vinay Pathak : Prakash « Pakiya »
- Zakir Hussain : Shardul
- Dayanand Shetty : Shiva
- Govind Namdeo : l'inspecteur Kalyan
- Rasika Joshi : la mère de Shiva
- Shankar Sachdev : Naidu

## Distinctions
Le film a été nommé pour deux Filmfare Awards et a reçu celui du meilleur son.